# Amelia Herrera
 Maria Amelia Herrera Silva (sinh ngày 25 tháng 8 năm 1950) là một chính trị gia người Chile. Bà từng là phó cho quận 12 và trước đây là thị trưởng của Quilpué.

## Gia đình
Năm 2015, chồng bà Arturo Longton qua đời. Họ có con trai Arturo và Andrés Longton; và một cô con gái Amelia Longton.

## Lịch sử bầu cử

### Bầu cử thành phố 1992
Thị trưởng của Quilpué 
| Thí sinh                | Đảng | Phiếu bầu | %     | Các kết quả      |
| Iván Manríquez Cuevas   | PDC  | 8.611     | 16,99 | Thị trưởng       |
| Eugenio Rengifo Bacelli | PDC  | 6.520     | 12,87 | Ủy viên hội đồng |
| Luis Aran Ortiz         | PPD  | 5.526     | 10,90 | Ủy viên hội đồng |
| Amelia Herrera Silva    | RN   | 4.557     | 8,99  | Ủy viên hội đồng |

### Bầu cử thành phố 1996
Thị trưởng của Quilpué 
| Thí sinh                | Đảng | Phiếu bầu | %     | Các kết quả      |
| Amelia Herrera Silva    | RN   | 10.746    | 23,25 | Thị trưởng       |
| Eugenio Rengifo Bacelli | PDC  | 6.198     | 13,41 | Ủy viên hội đồng |
| Waldo Vidal Álvarez     | UDI  | 5.043     | 10,91 | Ủy viên hội đồng |

### Bầu cử thành phố 2000
Thị trưởng của Quilpué 
| Thí sinh                  | Đảng | Phiếu bầu | %     | Các kết quả      |
| Amelia Herrera Silva      | RN   | 22.884    | 44,09 | Thị trưởng       |
| Eugenio Rengifo Bacelli   | PDC  | 10.813    | 20,83 | Ủy viên hội đồng |
| Mauricio Viñambres Adasme | PS   | 4.015     | 7,74  | Ủy viên hội đồng |